# Митрополит црногорско-приморски Арсеније
Арсеније Брадваревић (Банатска Паланка, 24. септембар 1883 — Београд, 10. децембар 1963) био је викарни епископ моравички 1940–1947, митрополит црногорско-приморски 1947–1960 и митрополит будимски 1960–1963.

## Живот
Рођен је у Банатској Паланци као Светислав. У родном месту је завршио основну школу, а гимназију у Белој Цркви. Богословију је завршио у Сремским Карловцима 1908, а Правни факултет у Београду 1924. године. Чин свештеника примио је 1909. године од епископа вршачког Гаврила. До 1924. године био је парохијски свештеник у Епархији вршачкој (банатској). Од 1924. године је био на дужности секретара црквеног суда ове епархије. Године 1933. је постављен за секретара Великог црквеног суда у Београду.
Године 1939. као удов свештеник изабран је за викарног епископа моравичког. Замонашен је 1. фебруара 1940. у манастиру Раковици од стране митрополита скопског Јосифа. За епископа је посвећен 4. фебруара 1940. у Саборној цркви у Београду, посветили су га патријарх српски Гаврило и епископи бачки Иринеј и нишки Јован. Године 1945. постављен је за администратора загребачке митрополије као и суседних епархија далматинске, горњокарловачке и пакрачке.
Свети архијерејски сабор СПЦ изабрао га је 1947. за Митрополита црногорско-приморског на Цетињу. У то време Митрополија црногорско-приморска је била са веома мало свештеника и околности за рад цркве су биле тешке. Године 1954. је оптужен од комунистичке власти „због завјере у циљу рушења народног режима у СР Црној Гори и антидржавне дјелатности“ и што је „Роберту Тобијашу, секретару Екуменског савјета цркава дао податке како народне власти гоне Српску цркву“. Окружни суд на Цетињу осудио га је на једанаест и по година затвора. У образложењу пресуде стајало је између осталог да је „нанио увреду Католичкој цркви у Југославији“. Ово се односило на владикине говоре одмах након завршетка рата, док је био администратор митрополије загребачке. Разлог за осуду је био сасвим друге природе. Митрополит Арсеније био је највећи противник формирања тзв. „Свештеничког удружења“ које су комунистичке власти наметнуле знатном броју преживелих свештеника у Црној Гори. Они су заправо били и највећи заговорници за формирање таквог удружења на простору Југославије. Он је написао писмо Титу и Синоду у којем наводи: „да је затекао митрополију закључану, јер је и последњи чиновник у њој, прота Марко Кусовац, секретар епархијског управног одбора, ухапшен дан прије његовог доласка, 1. септембра 1953. године“. Из манастира је протерана послуга а „поред оца Марка, ухапшена су још три свештеника: прота Лука Вујаш, секретар црквеног суда, јереј Михаило Газивода и прота Лука Почек, пароси цетињски“ те да су „недужно осуђени, да су им изнуђена признања, те да је све што је предузето против њих, као и против самог њега, учињено не због кривице, него из побуда прогона вјере, односно, што је својим радом, заједно са њима, бранио веру и цркву“. Када је јавни тужилац позвао сведоке да посведоче речи које је пред њима њима изговорио „да су комунистичке власти учиниле крваву увреду српском народу што су икону Светога Саве избацили из Српске академије наука“, он је устао и рекао: „Не требају вам за то свједоци. Ево ја ћу пред судом да поновим цео текст и још додајем да је Свети Сава први српски научни и културни радник, и ако преживим робију писаћу протесте преко свих научних центара у свету“.
Врховни суд Црне Горе је смањио казну на пет и по година затвора. Казну је издржавао у которском затвору од 1954. до 1958. године. У затвору је оболео од астме. Власти су му одредиле кућни притвор у манастиру Озрен у Босни. Касније му је одобрен прелазак у манастир Ваведење у Београду. Казна је истекла 1960. године. Блажо Јовановић, председник Владе Црне Горе је једном приликом изјавио, док је он жив, да се владика не само неће вратити у Црну Гору већ је неће ни као туриста у авиону прелетети.
Због забрана повратка на своју епархију, по сопственом пристанку изабран је 1960. за митрополита будимског. Како му мађарска власт није дозволила улазак у Мађарску и преузимање управе над овом епархијом, наставио је да живи и даље у манастиру Ваведење.
Умро је у манастиру Ваведење у Београду, 10. децембра 1963. године. Сахрањен је у дворишту овог манастира.